# Älvsbyn
Älvsbyn é uma localidade sueca situada na província histórica de Bótnia Setentrional. Tem cerca de 5 042
habitantes, e é sede da comuna de Älvsbyn.

## Economia
- Polarbröd - Fábrica de pão[2]
- Älvsbyhus - Fábrica de casas pré-fabricadas[3]